# 熔岩平原

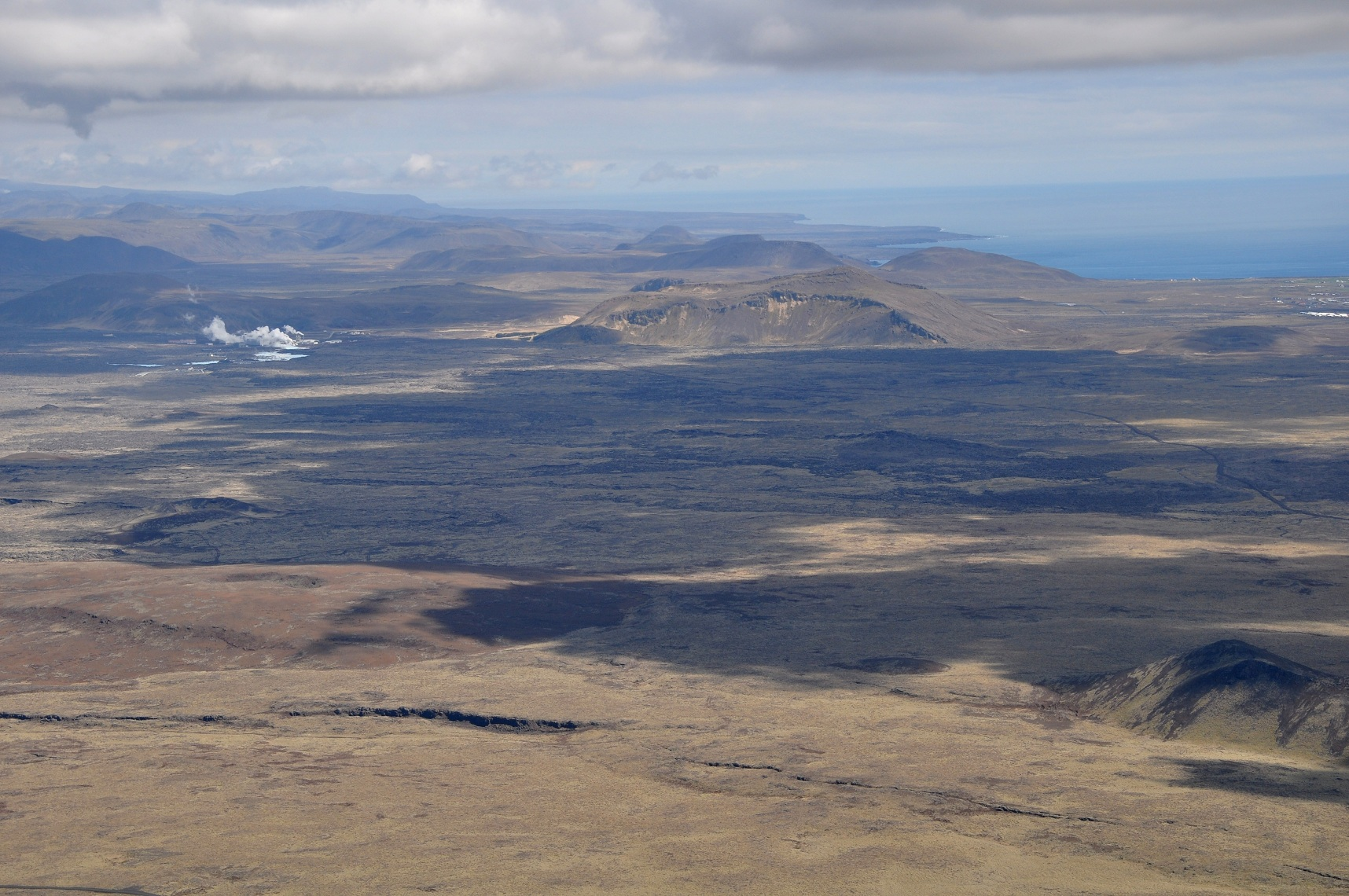
冰岛境内的一处熔岩平原

熔岩平原（lava field）是一种平原地貌。火山喷发后，熔岩会向地势较低的区域流动，在凝固后，平整的熔岩表面凝固成固态，就形成了熔岩平原。熔岩平原的一个特征是地表会有许多类似于水面波纹的起伏。除地球表面存在熔岩平原外，月球和火星地表也有熔岩平原的分布，常说的“月海”就是月球表面的熔岩平原。